# 롱푸응우옌호아
롱푸응우옌호아(베트남어: Long Phù Nguyên Hoá / 龍符元化 용부원화 / 1101년 1월 ~ 1110년)는 베트남 리 왕조(李朝) 인종(仁宗) 리깐득(李乾德)의 다섯번째 연호이다. 《대월사기전서》(大越史記全書) 등의 역사서에는 롱푸(베트남어: Long Phù / 龍符 용부)라고 표기되어 있으나, 《월사략》(越史略)에서는 롱푸응우옌호아로 표기되어 있다.

## 개원
- 호이퐁(會豊) 10년(1101년) 1월에 연호를 롱푸응우옌호아(龍符元化)로 개원함.[1][2]

- 롱푸응우옌호아(龍符元化) 10년(1110년)에 연호를 호이뜨엉다이카인(會祥大慶)으로 개원함.[1][2][3]

## 연대 대조표
| 롱푸응우옌호아 | 원년       | 2년        | 3년        | 4년        | 5년        | 6년        | 7년        | 8년        | 9년        | (10년)     |
| 서기(西紀)     | 1101년     | 1102년     | 1103년     | 1104년     | 1105년     | 1106년     | 1107년     | 1108년     | 1109년     | 1110년     |
| 간지(干支)     | 신사(辛巳) | 임오(壬午) | 계미(癸未) | 갑신(甲申) | 을유(乙酉) | 병술(丙戌) | 정해(丁亥) | 무자(戊子) | 기축(己丑) | 경인(庚寅) |

## 동시대 연호

### 중국
북송(北宋)
- 건중정국(建中靖國) (1101년)
- 숭녕(崇寧) (1102년 ~ 1106년)
- 대관(大觀) (1107년 ~ 1110년)

요(遼)
- 수창(壽昌) (1095년 ~ 1101년)
- 건통(乾統) (1101년 ~ 1110년)

서하(西夏)
- 정관(貞觀) (1101년 ~ 1113년)

대리국(大理國)
- 명개(明開) (1097년 ~ 1103년)
- 천정(天政) (1103년 ~ 1104년)
- 문안(文安) (1104년 ~ 1108년)
- 일신(日新) (1108년 ~ 1109년)
- 문치(文治) (1110년 ~ 1121년)

### 일본
- 고와(康和) (1099년 ~ 1104년)
- 조지(長治) (1104년 ~ 1106년)
- 가쇼(嘉承) (1106년 ~ 1108년)
- 덴닌(天仁) (1108년 ~ 1110년)